# 塞塔爾山
47°04′15″N 14°33′30″E / 47.07083°N 14.55833°E

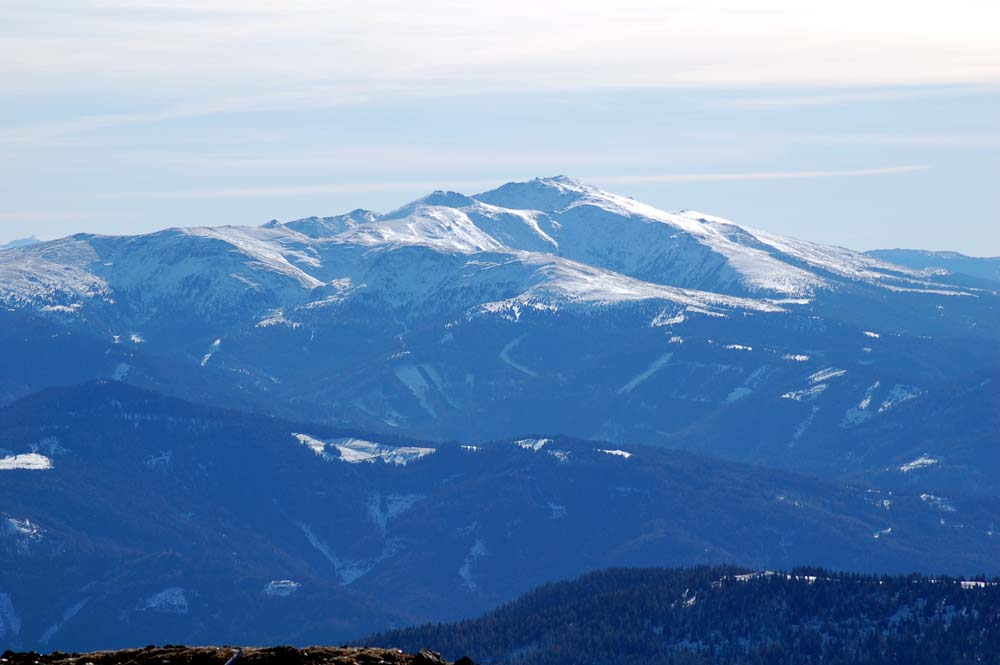

塞塔爾山（德语：Seetaler Alpen）是奧地利的山脈，位於該國西南部，處於沙伊夫靈和采爾特韋格之間，屬於拉萬塔爾阿爾卑斯山脈的一部分，最高點是海拔高度2,396米的齊爾比茨峰。